# チャイナ・ミエヴィル
チャイナ・ミエヴィル（China Tom Miéville、[ˈtʃaɪnə miˈeɪvəl]、1972年9月6日 - ）はイギリスのファンタジー作家。チャイナ・ミーヴィルとの表記も。自身の作品を（特にH・P・ラヴクラフトのような20世紀初期のパルプ・マガジンに掲載されるような）「怪奇小説」と説明することを好んでいる。またファンタジーから商業主義や陳腐なJ・R・R・トールキンのエピゴーネンを排除することを目的とする、ニュー・ウィアードと呼ばれるゆるやかな作家グループに属している。
国際社会主義連盟（アメリカ）と国際社会主義ネットワーク（イギリス）の一員として左翼的政治活動を行っている。そして社会主義労働者党メンバーだったが、2013年にレフト・ユニティの創設メンバーとなった。2001年イギリス総選挙では「リージェンツ・パーク及びケンジントン北」選挙区で社会主義者同盟から立候補。マルクス主義と国際法に関する博士論文を出版、ウォーリック大学において創作の講座を持ち、2012-13年にはシカゴのルーズヴェルト大学で客員作家として滞在した。

## 略歴
ミエヴィルはイギリスノリッジで生まれ、ロンドン北西部ウィルズデンで育った。両親はミエヴィルの誕生後しばらくして離婚しており、女兄弟一人と教師である母と共に暮らし、「父について知ることは全くなかった」と言う。2年間勉強したオーカム・スクールを卒業し、1990年18歳の時1年間エジプトに滞在し、英語の指導を行った。この場所でアラブの文化や中東の政治に対する興味を培う。
1994年ケンブリッジ大学で社会人類学の修士課程を修了。1995年ロンドン・スクール・オブ・エコノミクスにおいて国際関係論の博士号を取得、2001年国際法学の博士課程を修了。またフランク・ノックス記念奨学金を受け、ハーバード大学でも学ぶ。博士論文のタイトルはBetween Equal Rights: A Marxist Theory of International Lawであり、2005年ブリル出版よりイギリスでHistorical Materialismのシリーズで刊行され、2006年ヘイマーケット・ブックスよりアメリカでも刊行された。
2009年には、二つの都市が混在する国家でを舞台にした警察小説『都市と都市』で英国SF協会賞、アーサー・C・クラーク賞、ヒューゴー賞、世界幻想文学大賞、ローカス賞の5つの賞を受賞、アーサー・C・クラーク賞では初の3度目の受賞を果たした。

## 作品

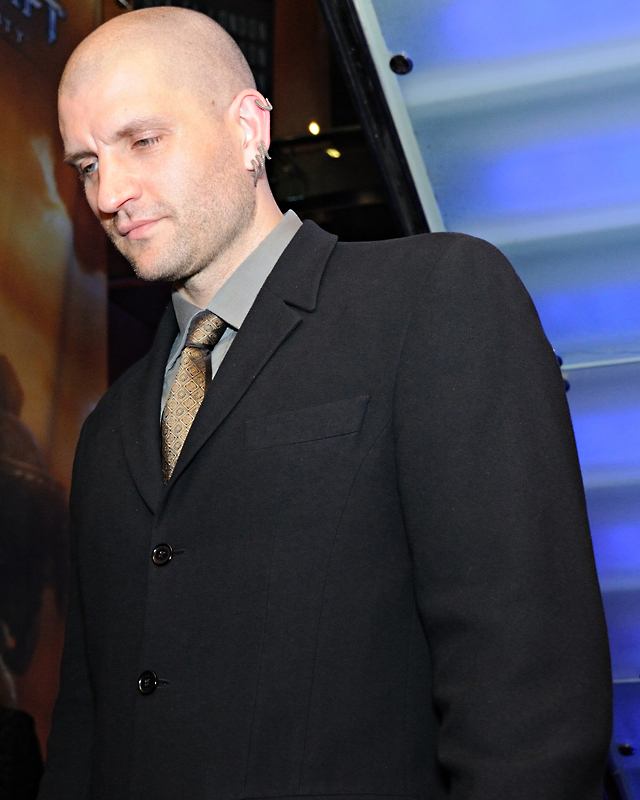
2010年、3度目となるアーサー・C・クラーク賞受賞直後のミエヴィル

ミエヴィルの作品は現代の多くのファンタジー・ホラー作家と同じく、20世紀初頭のパルプ・フィクションから現代のテレビ番組や映画から影響を受けている。彼はM・ジョン・ハリスン、マイケル・デ・ララベッティ、マイケル・ムアコック、トマス・M・ディッシュ、チャールズ・ウイリアムズ、ティム・パワーズ、J・G・バラードを自身の『ヒーロー』として挙げている。またH・P・ラヴクラフト、マーヴィン・ピーク、ジーン・ウルフからの影響についても頻繁に言及する。ミエヴィルは自身の小説を、「ニュー・クロブゾンは架空の都市であるが、イアン・シンクレアが描写するロンドンに対するように」読ませたいと語る。
青年時代に『ダンジョンズ&ドラゴンズ』や同様のロールプレイングゲームを多くプレイした経験があり、その経験や同ジャンルへの知識をふまえ、架空の魔術および技術の体系化を行う傾向がある。また『ペルディード・ストリート・ステーション』において「金や経験値」のみにしか興味のないキャラクターへの肯定を行っている。
実際ミエヴィルの二つの作品の世界観は、『ダンジョンズ&ドラゴンズ』のルールシステムにコンバートされた。Dragon Magazine誌2007年2月号に掲載されている。
2008年2月には《バス＝ラグ》シリーズの世界観を元にしたRPGが開発中であるとAdamant Entertainmentより発表された。
2010年2月には、『パスファインダーRPG』のサプリメント（設定資料集）の著者に名を連ねている。同RPGを出版しているパイゾ社は、ミエヴィルの処女作を収めた短編集も出版している。
ミエヴィルはトールキンを馬鹿馬鹿しく保守的 と評しており、ファンタジーからトールキンの影響を排除することを積極的に試みている。
『言語都市』(2011年)は、人類が言葉による意思疎通が不可能な種族の住む惑星で、人類と異種族のコミュニティにおける奇妙で過酷な言語体験を描いた作品で、ローカス賞を受賞した他、ヒューゴー賞、ネビュラ賞、アーサー・C・クラーク賞、英国SF協会賞候補になった。U.K.ル=グウィンは「この若き作家が真価を発揮し、SFを近年の目立たない場所から表舞台に引っ張り出す姿を目にするのは喜びである」と絶賛した。2005年以後に発表した作品を集めた短編集『爆発の三つの欠片』(2015年)は、SF、ファンタジー、ホラーなどのジャンルにわたっており、ル=グウィンは「まばゆいばかりのウィット、生き生きとしたユーモア、そして活力のあるイマジネーションは、驚くばかりである」と称賛している。

## 政治活動
彼の著名な政治的著作『Between Equal Rights』(2005)では、ロシアのマルクス主義者エフゲニー・パシュカーニスの法律論を国際法に適用して主張している。彼は、アメリカの国際法学者マイレス・S.マクドゥガルのように、批評的法律研究運動、特にマルティ・コスケニエミで述べられたアイデアを統合している。ミエヴィルは、同等の主張の間の論争を結論づけるプロセスは、本質的に、一般化した商品取引の資本主義システムのように説明できるもので、平等な権利を持った参加者が求められていることが、法律によって導き出される、と主張している。
しかしまた彼は、商品取引が階級差と搾取を覆い隠す対称性のように、法律の対称性も暴力との関連を覆い隠すと主張する。法律は特定のケースに適用する場合には構造的に不確定であり、公式の解釈は常に力関係に基づくもので、個々の論争での政党間の比較における強者が、最終的に法的な承認を得る。そして彼は「戦争と法的な不平等を置き換える試みは、単なるユートピアないというだけでなく、まさしく自滅的と言える。国際法を中心に構成された世界は、帝国主義者の暴力の一つとなるわけではない。我々の周りにある無秩序で血まみれの世界は、法律の定めたところのものだ。」と述べる。
ミエヴィルは国際社会主義者同盟（アメリカ）のメンバーで、2013年3月まで社会主義労働者党（SWP、イギリス）だった。2001年総選挙では下院候補として社会主義者同盟から「リージェンツ・パーク及びケンジントン北」選挙区で立候補し、459票、得票率1.2%で落選した。2013年に彼はSWPメンバーへのSWPの指導力を批判し、SWPメンバーヘノレイプ疑惑の処理を巡り3月に脱退する。
2013年8月に、ガーディアン紙に掲載6した左派連合と呼ばれる新しい左翼政党の準備宣言の公開状の9人の署名人（子供桂冠詩人のミカエル・ローゼン、ベテラン映画作家で社会主義者のケン・ローチ、学者のギルバート・アーチャー、「核軍縮キャンペーン」書記長のケイト・ハドソンや、作家仲間たち）の一人となった。その内容は労働党の緊縮政策と、労働組合との結びつきの破壊による「これまで築かれてきた労働者階級への最終的な裏切り」に対する異議で、左派連合が労働者にとっての選択肢で、「社会主義者、環境保護活動家、フェミニスト、およびあらゆる差別へ対抗する党」であり、2013年11月にロンドンで設立会議を開くことを宣言している。
2015年、彼は新しい季刊誌「Salvage」の創刊編集者として、編集長Rosie Warren、Jamie Allinson、補助編集者リチャード・セイモア、Magpie Corvid、Charlotte Benceとともに公表された。

## 作品リスト

### 《バス＝ラグ》シリーズ
- ペルディード・ストリート・ステーション（英語版） Perdido Street Station、 2000年
  - 2001年アーサー・C・クラーク賞、英国幻想文学大賞受賞
- The Scar 2002年 - 2003年ローカス賞 ファンタジイ長篇部門、英国幻想文学大賞受賞
- Iron Council、 2004年 - 2005年アーサー・C・クラーク賞、ローカス賞ファンタジィ長篇部門受賞

### 他長編／中編
- キング・ラット King Rat、 1998年
- 鏡 The Tain、 2002年 - 2003年ローカス賞受賞
- アンランダン Un Lun Dun、 2007年 - 2008年ローカス賞 ヤングアダルト部門受賞
- 都市と都市 The City & the City、 2009年 - 2009年英国SF協会賞長篇部門、2010年アーサー・C・クラーク賞、ヒューゴー賞、世界幻想文学大賞、ローカス賞ファンタジィ長篇部門受賞
- クラーケン Kraken、2010年 - 2011年ローカス賞ファンタジイ長篇部門受賞
- 言語都市 Embassytown、 2011年 - ローカス賞 SF長篇部門受賞
- Railsea、 2012年 - 2013年ローカス賞 ヤングアダルト部門受賞
- This Census-Taker、 2016年
- The Last Days of New Paris、 2016年

### 短編
- Highway Sixty One Revisited、1986年
- ジェイクをさがして Looking for Jake、1999年
- もうひとつの空 Different Skies、1999年
- 飢餓の終わり An End to Hunger、2000年
- 細部に宿るもの Details、2002年
- 使い魔 Familiar、2002年
- Buscard's Murrain、2003年
- ロンドンにおける“ある出来事”の報告 Reports of Certain Events in London、2004年 - 2005年ローカス賞受賞
- A Room of One's Own、2008年
- Hellblazer、2008年

### 短篇集
- ジェイクをさがして Looking for Jake、 2005年
- The Apology Chapbook、 2013年
- 『爆発の三つの欠片』Three Moments of an Explosion: Stories、 2015年

### 絵本原作
- The Worst Breakfast、 2016年（Zak Smith絵）

### ノンフィクション
- The Borribles: An Introduction、 2001年
- At the Mountains of Madness: An Introduction、 2005年
- Between Equal Rights: A Marxist Theory of International Law、 2005年
- First Men in the Moon: An Introduction、 2005年
- Floating Utopias: Freedom and Unfreedom of the Seas、 2007年
- M.R. James and the Quantum Vampire: Weird; Hauntological: Versus and/or and and/or or?、 2008年
- ニュー・ウィアードよ永遠なれ Long Live the New Weird、 2003年
- オクトーバー : 物語ロシア革命　October: The Story of the Russian Revolution、 2017年

### インタビュー
- A long and literate China Miéville Interview.
- 3:AM interview
- Part 1 of video interview with China Miéville
- Part 2 of video interview with China Miéville
- Lenin's Tomb - ミエヴィルによる投稿記事 : politics of Weather part I, part II part III.
- "Fifty Fantasy & Science Fiction Works That Socialists Should Read", an annotated book list originally compiled by China Miéville for Fantastic Metropolis
- RevolutionSF Interview
- Audio Interview with Rick Kleffel on The Agony Column Podcast